# Gavarnie
Gavarnie ist eine Commune déléguée in der französischen Gemeinde Gavarnie-Gèdre mit 108 Einwohnern (Stand 1. Januar 2022) im Département Hautes-Pyrénées in der Region Okzitanien. In der Nähe von Gavarnie liegt der Cirque de Gavarnie mit den Gavarnie-Fällen, den höchsten Wasserfällen Frankreichs.
Die Gemeinde Gavarnie wurde am 1. Januar 2016 mit Gèdre zur Commune nouvelle Gavarnie-Gèdre zusammengeschlossen.
Die Pfarrkirche Notre-Dame-du-Bon-Port von Gavarnie ist seit 1998 als Teil des Weltkulturerbe der UNESCO „Jakobsweg in Frankreich“ ausgezeichnet.